# Jennifer Woß
Jennifer Woß (* 1989 in Bonn-Bad Godesberg) ist eine deutsch-philippinische Schauspielerin.

## Leben
Jennifer Woß spielte 2022 die Rolle Sidars Frau im Kinofilm Rheingold, einer Biografie des Rappers Xatar.
Sie wird in der Rolle der Spurensicherung Gerlich in Tolga Sekers Spielfilm Pandemic zu sehen sein.

## Filmografie
- 2021: Moooment
- 2022: Rheingold
- 2023: Pandemic